# Xalet de Manuel Borràs
El Xalet de Manuel Borràs és un edifici noucentista de Valldoreix, al municipi de Sant Cugat del Vallès (Vallès Occidental), que forma part de l'Inventari del Patrimoni Arquitectònic de Catalunya.

## Descripció
Es tracta d'un xalet de planta baixa i pis. És característica l'estructura de composició constructiva amb diferents cossos i coberts superposats. Destaca sobretot la galeria amb vidrieres d'arcs rebaixats i decorada exteriorment amb esgrafiats de motius geomètrics. També és interessant l'encavallada de fusta de la coberta.